# オーストラリアオリンピック委員会
オーストラリアオリンピック委員会 (Australian Olympic Committee、略称AOC)はオーストラリアにおける国内オリンピック委員会である。現在の総裁はジョン・コーツ。本部はシドニー。

## 歴史
1895年に設立された。